# Едуард Сарафян
доц. д-р Едуард Сарафян е български музикант, педагог.

## Биография

### Образование
Роден е на 15 август 1975 в Пловдив. От 1981 г. започва да учи пиано в класовете на проф. д-р Цанка Андреева и старши учител Юлия Гиргинова. Завършва НУМТИ „Добрин Петков“ със специалност „Кларинет“ (средно специално) при Димитър Боянов (1994), след което специалност „Кларинет“ (бакалавър) (1998) и специалност „Кларинет“ (магистър) в НМА „Панчо Владигеров“ при проф. Петко Радев (2002). Придобива ОКС (магистър), специалност "Финанси" в ВТУ "Св. св. "Кирил и Методий (2006). Придобива ОНС "Доктор" (2022), с тема на дисертационен труд "Формиране и изграждане на кларинетния амбушюр".

### Преподавателска дейност
Преподавател в НУМТИ „Добрин Петков“ (1999-2002).
Доц. д-р в Академията за музикално танцово и изобразително изкуство в Пловдив, където преподава предметите Кларинет, Камерна музика, Педагогическа практика, Оркестрови трудности, Анализ на музикална литература по кларинет и Допълнително изучаване на дървени духови инструменти.

## Концертна дейност
- 1989, 1991, 1992, 1994, 1997 – Солист на Пловдивска филхармония
- 2001 – Рецитал с Ирен Капеловска в академия „Терезианум“ във Виена
- 2002 – Рецитал с проф. Снежана Симеонова – НДК, София
- 2006 – Солист на Симфоничен оркестър – Пазарджик

- 2011 г. Международен фестивал на камерната музика – Пловдив, „Авторски концерт на проф. Николай Стойков – Соната за кларинет и пиано, оп. 26/А, с Велислава Карагенова.

- 2012 г. зала „Съединение”, Пловдив, Концерт на камерен ансамбъл „Микстет” – Грант Филип Шеридан - Квинтет за кларинет и струнен квартет „Armenian” – Световна премиера!;

- 2013 г. Концерт на преподаватели от АМТИИ в НМА „Проф. Панчо Владигеров, София – Марин Вълчанов Трио за кларинет ударни инструменти и пиано, с Живка Личева и Велислава Карагенова;

- 2014 г. Пролетна академия за духови инструменти „Проф. Борис Петков” – с ръководител Илиян Илиев – Джордж Гершуин „Рапсодия в синьо” – кларинетен квартет, аранжимент Йоан Добринеско – Първо изпълнение в България! (Зала „Тракарт“);

- 2014г. Юбилеен концерт – 50 години АМТИИ, Й Брамс Соната за кларинет и пиано № 2; ( НМА „Проф. Панчо Владигеров);

- 2014 г. Камерен концерт с творби на Иван Спасов – Соната за кларинет и пиано (Зала АМТИИ);

- 2015 г. 100 години от рождението на проф. Асен Диамандиев – Трио за кларинет, ударни инструменти и пиано (зала АМТИИ);

- 2018 г. Концерт в памет на проф. акад. Петко Радев с духовия оркестър на Димитровград. К.М. Фон Вебер – Концерт №1 1 част;

- 2018 г. Концерт на чуждестранните представители от състава на журито от Международния конкурс за млади изпълнители „Полихимниа“, в Камерна зала на филхармонията в Скопие, Република Македония М. Вълчанов „Рондо“;

- 2019 г. Концерт на чуждестранните представители от състава на журито от Международния конкурс за млади изпълнители „Полихимниа“, в Камерна зала на филхармонията в Скопие, Република Македония В. Монти – „Чардаш“;

От 2002 г. активно концертира с трио в състав: кларинет, ударни инструменти и пиано с проф. Живка Личева и гл. ас. Велислава Карагенова и трио в състав: кларинет, виолончело и пиано с проф. Снежана Симеонова и проф. Магдалена Чикчева.

## Награди и призове
- 1987 – Първа награда от Творческа среща за млади изпълнители – Търговище.
- 1993 – Първа награда от конкурс за изпълнение на чешка музика – Варна.
- 1994 – Първа награда от конкурс „Млади музикални дарования“ – София.
- 1994 – Първа награда от Академичен конкурс, проведен в АМТИИ – Пловдив
- 1995 – Втора награда от Академичен конкурс – София проведен в ДМА „Панчо Владигеров“
- 1996 – Първа награда от Национален конкурс за инструменталисти и певци „Светослав Обретенов“ – Провадия.
- 1997 – Втора награда от Международен конкурс за френска музика – Пловдив.
- 1998 – Първа награда от Международен конкурс за френска музика – Пловдив.
- 2018 - Награда на ректора на АМТИИ "Проф. Асен Диамандиев".

## Публикации
- 2008 – Публикация за „Концерт в памет на проф. Добри Палиев“ – сп. „Арт спектър“
- 2009 – Публикация за „Концерт за приятели с приятели“ – рецитал на проф. Александър Спиров. – сп. „Арт спектър“2015 г. Пролетни научни четения „Анатомични елементи формиращи кларинетния амбушюр”;

- 2012 г. Пролетни научни четения „Насоки за формирането на кларинетния амбушюр в началния етап на обучение”.

- 2012 г. Годишник на АМТИИ „Ролята на кларинетния амбушюр върху основните музикално-изразни средства”;

- 2013 г. Годишник на АМТИИ „ Основни насоки в работата на езика и гърлото при свирене на кларинет”;

- 2014 г. Пролетни научни четения „Ролята на мускулатурата върху работата на кларинетния амбушюр”;

- 2015 г. Пролетни научни четения „Анатомични елементи формиращи кларинетния амбушюр”;

1. ↑  plovdiv-online.com